# Ólafur Þórðarson
Ólafur Þórðarson (født 22. august 1965) er en islandsk tidligere fodboldspiller (midtbane) og -træner. Han spillede 60 kampe for Islands landshold og vandt hele syv islandske mesterskaber med ÍA Akranes.

## Titler
Islandsk mesterskab
- 1983, 1984, 1993, 1994, 1995, 1996 og 2001 med ÍA Akranes

Islandsk pokal
- 1983, 1984, 1986, 1993, 1996 og 2000 med ÍA Akranes